# Рікардо Дельгадо
Рікардо Дельгадо Ногалес (ісп. Ricardo Delgado Nogales; 13 липня 1947, Мехіко, Мексика) — мексиканський боксер, олімпійський чемпіон 1968 року. 

## Аматорська кар'єра
Олімпійські ігри 1968 
- 1/8 фіналу. Переміг Брендана Маккарті (Ірландія) 5-0
- 1/4 фіналу. Переміг Тетсуакі Накамуру (Японія) 5-0
- 1/2 фіналу. Переміг Сервілло ді Олівейра (Бразилія) 5-0
- Фінал. Переміг Артура Олеха (Польща) 5-0